# Avstrijski evrokovanci
Avstrijski evrokovanci so opremljeni z značilnimi avstrijski motivi zadnji strani vsakega kovanca svojo oblik, medtem ko je sprednja stran enaka kot pri vseh evrokovancih. Manjši kovanci predstavljajo alpske cvetlice, srednji predstavljajo stavbe iz prestolnice, Dunaja, na kovancih za 1€ in 2€ pa sta znana Avstrijca. Oblikoval jih je Josef Kaiser, na vseh pa se nahaja še 12 evropskih zvezd in leto izdaje.

## Podoba avstrijskih evrokovancev
| Avstrijski evrokovanci – zadnja stran | Avstrijski evrokovanci – zadnja stran          | Avstrijski evrokovanci – zadnja stran            |
| 0,01 €                                | 0,02 €                                         | 0,05 €                                           |
| ------------------------------------- | ---------------------------------------------- | ------------------------------------------------ |
|                                       |                                                |                                                  |
| Svišč                                 | Planika                                        | Jeglič                                           |
| 0,1 €                                 | 0,2 €                                          | 0,5 €                                            |
|                                       |                                                |                                                  |
| Stolnica sv. Štefana, Dunaj, gotika   | Palača Belvedere, Dunaj, barok                 | Stavba dunajske secesije                         |
| 1 €                                   | 2 €                                            | Rob kovanca za 2 €                               |
|                                       |                                                | 2 EURO, ki se izmenjuje s *** – skupaj štirikrat |
| Wolfgang Amadeus Mozart, skladatelj   | Bertha von Suttner, Nobelova nagrajenka za mir |                                                  |
|                                       |                                                |                                                  |

## Spominski kovanci za 2 €
11. maja 2005 je Avstrija izdala spominski kovanec ob 50-letnici avstrijske državne pogodbe.
25. marca 2007 je Avstrija izdala spominski kovanec ob 50-letnici podpisa rimske pogodbe.
28. marca 2009 je Avstrija izdala spominski kovanec ob 10-letnici gospodarske in monetarne evropske unije.
2. januarja 2012 je Avstrija izdala spominski kovanec ob 10-letnici skupne evropske denarne valute Evro.
- Avstrija
Izid: maj 2005
Naklada: 7.000.000
- Avstrija
Izid: marec 2007
Naklada: 9.000.000
- Avstrija
Izid: marec 2009
Naklada: 5.000.000
- Avstrija
Izid: januar 2012
Naklada: 11.300.000